# کارل رودن
کارل رودن (به انگلیسی: Karel Roden) (زاده ۱۸ می ۱۹۶۲) بازیگر اهل جمهوری چک است.
از فیلم‌های معروف او می‌توان به بازی در فیلم لیدیتسه، اصل لذت، گربه فراری، مکانی برای تنها مردن، دویدن از ترس، ۱۵ دقیقه، یک بیمار برجسته، ما هیچگاه تنها نیستیم، لارگو وینچ، قربانیان و قاتلان، هابرمان، عشق تابستانی، ماهی مرده، آخرین فرود، تعطیلات مستر بین و باتوری اشاره کرد.